# Redondo Beach
Redondo Beach je město (city) v okrese Los Angeles County ve státě Kalifornie ve Spojených státech amerických. Žije zde přibližně 72 tisíc obyvatel a je tvořené především rezidenčními oblastmi. Leží na pobřeží Tichého oceánu v jižní části zálivu Santa Monica Bay. Město se nachází v jižní části okresu, 27 kilometrů jihozápadně od centra Los Angeles, a je součástí metropolitní oblasti Velké Los Angeles. Sousedí s městy Hermosa Beach, Manhattan Beach, Hawthorne, Lawndale a Torrance.

## Historie
Na konci 19. století zde vznikl první důležitý přístav okresu Los Angeles County, ke kterému připlouvaly osobní parníky i nákladní lodě. U přístavu začalo vznikat osídlení a místní pláž se stala turistickou atrakcí. Spojení s Los Angeles zajistily dvě železniční tratě, první přes Inglewood (uvedena do provozu v roce 1888) a druhá vedená přes Gardenu, která byla zprovozněna v roce 1890. Téhož roku byl poblíž přístavu otevřen rozsáhlý luxusní Hotel Redondo (zbořen 1925). Městská samospráva byla zřízena v roce 1892. Význam přístavu v Redondo Beach začal pomalu uvadat v roce 1899 po otevření přístavu v San Pedru. Růst města však pokračoval a v letech 1902–1903 sem byla postavena meziměstská elektrická dráha z Los Angeles přes Culver City a Playa del Rey, a dále po pobřeží do Redondo Beach. Kvůli konkurenceschopnosti byla v týchž letech původní gardenská železnice rovněž přestavěna na meziměstskou elektrickou dráhu. Obě tratě získala v roce 1911 společnost Pacific Electric Railway.
Na severním okraji města se nachází stanice losangeleského metra Redondo Beach, která byla zprovozněna v roce 1995 jako konečná stanice. Úřad pro dopravu LACMTA plánuje stavbu prodloužení trati do Torrance s plánovaným otevřením mezi lety 2030 a 2033.